# José de Assis Aragão
José de Assis Aragão (São Paulo, 5 de outubro de 1939) é um ex-árbitro brasileiro de futebol. 
Ganhou destaque ao protagonizar um dos lances mais curiosos da história do futebol: involuntariamente, ele marcou um gol, o do empate do Palmeiras em uma partida contra o Santos, no dia 9 de outubro de 1983. Após um chute do jogador Jorginho, que ia para fora, a bola acabou desviando em Aragão e entrando no gol. Esse é, até hoje, um dos poucos casos de gol de juiz que se tem notícia.
Após encerrar sua carreira de arbitro, Aragão foi funcionário da Prefeitura Municipal de São Paulo, administrando o estádio do Pacaembu, e exercendo a presidência do Sindicato dos Árbitros do Estado de São Paulo. Ele tentou também ser treinador de futebol, mas, sem muito sucesso, sua carreira não foi adiante. Exerceu, ainda, dois mandatos como integrante do CNE (Conselho Nacional do Esporte).

## Carreira
Em 24 anos de carreira na arbitragem, Aragão colecionou polêmicas: foi acusado de ofender e perseguir jogadores (em 1986, o lateral Nelsinho, do São Paulo, recusou-se a voltar ao gramado para disputar o segundo tempo de um jogo do Tricolor, alegando que o árbitro ameaçava expulsá-lo, sem motivo), envolveu-se em brigas com a imprensa, com destaque para a tentativa de agressão contra Milton Neves, que trabalhava na Jovem Pan, chamado por Aragão de "mau-caráter" no programa "Mesa Redonda", da TV Gazeta. Em resposta, o jornalista afirmou: "Era um bom juiz, mas muito arrogante e prepotente".
Encerrou a carreira em 1989. Chegou a ser treinador de clubes paulistas entre 1991 e 1995, com destaque para São José e Nacional. Exerceu, ainda, 2 mandatos como integrante do CNE (Conselho Nacional do Esporte).

### O Gol Involuntário
No dia 9 de outubro de 1983, Aragão entrou para a história do futebol ao marcar um gol, talvez o único da história marcado por um árbitro.
Neste dia, Palmeiras e Santos duelavam, no estádio do Morumbi, em partida válida pelo Campeonato Paulista daquele ano. O Santos vencia o Palmeiras por 2 a 1 até os 47 minutos do segundo tempo, quando aconteceu um escanteio para o Palmeiras. Na cobrança do canto, depois de um bate-rebate na área santista, Jorginho chutou a bola em direção ao gol. A mesma, porém, claramente se encaminhava para fora da meta, quando, rente à linha de fundo, desviou, involuntariamente, em Aragão, que estava mal posicionado, e entrou no gol, empatando a partida em 2x2. Na súmula, o gol foi registrado como sendo marcado pelo Jorginho.
O lance foi seguido de muito protesto pelo lado santista. Muitos jogadores reclamaram, cada um do seu jeito. Pita, mais sereno, pouco falou, lembra o árbitro. Serginho Chulapa, famoso pelo temperamento explosivo, manteve a calma, mas não deixou de falar com Aragão. Segundo Aragão, “ele só repetia: ‘anule o gol, anule o gol’”, lembra. Já o volante Paulo Isidoro saiu de campo furioso, criticando a atuação e o posicionamento do árbitro.
Ao término do clássico, Aragão, cercado por repórteres e jogadores do Santos, disse que o gol tinha sido válido porque o juiz fazia parte da partida. "O que eu posso fazer? Eu tô dentro do campo de jogo" disse. Segundo a regra 9 do futebol, “a bola está em jogo se permanece em campo após haver tocado o juiz ou um dos juízes de linha”. Ou seja, a regra do futebol entendia o juiz como sendo um corpo neutro, e, por isso, o gol foi validado corretamente. Era como se a bola tivesse batido na trave e entrado. A regra foi alterada em 2019, de modo que atualmente se dá bola ao chão quando esta é tocada pelo juiz.
No dia seguinte ao clássico, Aragão pediu para ser afastado do quadro de árbitros da Federação Paulista de Futebol. O juiz fez uma carta de demissão e a entregou pessoalmente ao então presidente da entidade, José Maria Marin. O dirigente, no entanto, não aceitou a demissão e o escalou para a próxima rodada.

### Finais do Campeonato Brasileiro apitadas por Aragão
- 1980 - Flamengo 3 x 2 Atlético-MG - Acusado pela torcida do Atlético de ter interferido diretamente no resultado, após expulsar de maneira injusta o jogador do "Galo" Reinaldo, recebeu o apelido "Aramengão";

- 1986 - Guarani 3 x 3 São Paulo - Foi acusado pela torcida do Guarani de ter interferido diretamente no resultado, quando ignorou um pênalti claro sobre o atacante João Paulo, do "Bugre"[8];

- 1987 - Flamengo 1 x 0 Internacional - Final do Módulo Verde.

## Links
- José de Assis Aragão - Apito Nacional (em português)